# Mario Morais
Mario Morais (Livorno, 1859 – Torino, 1º marzo 1922) è stato uno scrittore, commediografo e regista cinematografico italiano.

## Biografia
Di religione ebraica, fu autore di commedie, di cui le più famose furono Le sorprese della villeggiatura (1890), La ciabatta misteriosa (1904) e L'avvocato difensore (1907), e di romanzi per bambini con lo pseudonimo "Mago Bum" come Il piccolo poliziotto (1915).
Nel 1907 divenne direttore artistico della Comerio Films di Milano, casa di produzione cinematografica fondata da Luca Comerio, in cui diresse tra gli altri i cortometraggi Francesca da Rimini e I promessi sposi.
La sua attività di regista cinematografico proseguì presso le torinesi Aquila Films e Itala Film; all'Aquila diresse alcuni titoli della serie comica Pik Nik interpretati dall'attore Armando Fineschi.

## Filmografia parziale
- Il marito in trappola (1908)
- Il gobbo portafortuna (1908)
- Francesca da Rimini (1908)
- I promessi sposi (1908)
- Lo sciancato (1909)
- Alza una gamba e balla! (1912)
- Ho l'onore di chiedere la mano di vostra figlia (1912)
- L'attrice burlona (1913)